# Michael Fitzmaurice (Politiker)

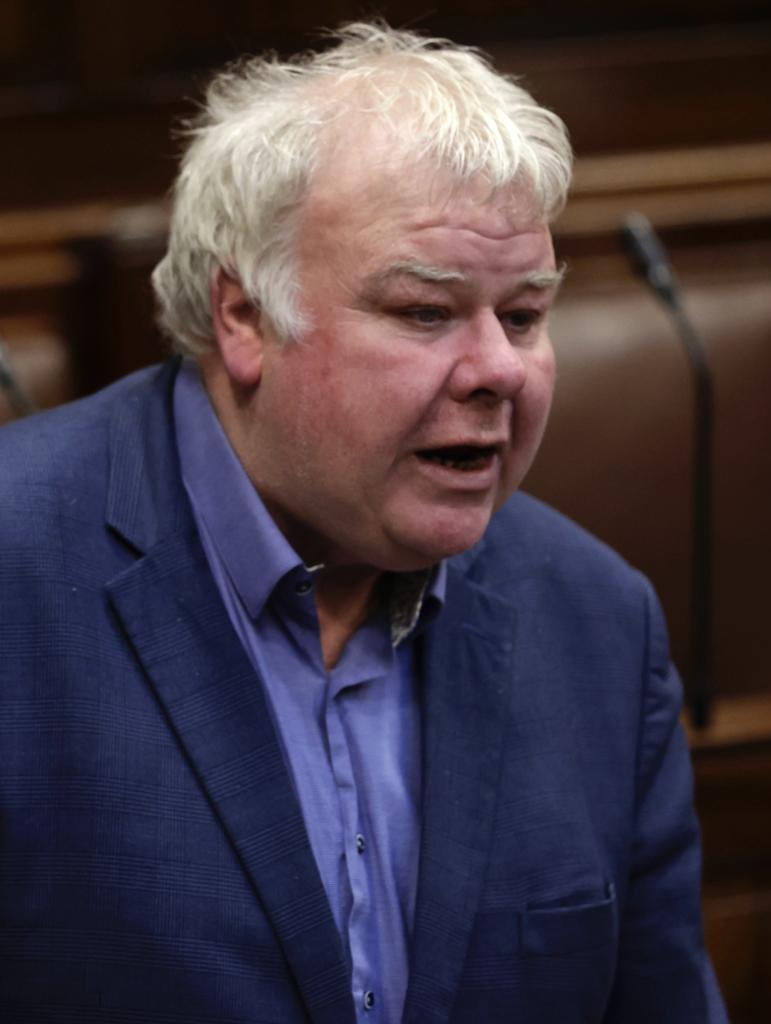
Michael Fitzmaurice (2024)

Michael Fitzmaurice (irisch Mícheál Mac Muiris, * 18. September 1969 in Glinsk, County Galway) ist ein irischer Politiker von Independent Ireland.

## Leben
Fitzmaurice ist der Vorsitzende der Vereinigung der Torfindustrie. Er wurde erstmals 2014 in den Galway County Council für den Bezirk Tuam gewählt. 2014 gelang es ihm bei einer Nachwahl, einen Sitz im Dáil Éireann für den Wahlkreis Roscommon Leitrim South zu erringen. 2015 war er Gründungsmitglied der Independent Alliance, verließ die Partei jedoch schon ein Jahr später, weil er mit der politischen Kursrichtung nicht einverstanden war. 
Er trat nun als unabhängiger Kandidat bei den Wahlen zum Dáil Éireann 2016 für den Wahlkreis Roscommon–Galway an und konnte seinen Sitz halten. Auch bei den Wahlen 2020 und 2024 konnte er den Sitz verteidigen.
2024 trat er der von Michael Collins und Richard O’Donoghue gegründeten Partei Independent Ireland bei. 
Fitzmaurice hat mit seiner Frau Maria drei Kinder.